# Tohil
Tohil, Božanstvo Quiché Indijanaca (onih od loze Cavec), jednog od starih naroda iz grupe Maya nastanjenih u Gvatemali. Ime Tohil /kaže Ximénez/, došlo je od toh = kiša, a u Popol vuhu uvijek se prvi navodu uz bogove Avilix i Hacavitz. Kod Quiché srodnog plemena Rabinal nazivan je Huntoh, a u Rukopisima Cakchiquela (Zapisima iz Tecpan-Atitlana) nazivaju ga Tohohil, bogom Quiché plemena. Njegovo ime zacijelo je vezano uz pojavu kiše i grmljavine. 
Boga Tohila prema Popol Vuhu nosio je Balam-Quitzé, jedan od pra-začetnika naroda Quiche. Boga Avilixa nosio je drugi začetnik naroda Quiché, to je Balam-Acab. Treći pra-začetnik Mahucutah nosio je boga Hacavitza, a možemo spomenuti i beznačajnog boga Nicahtacaha, kojega je nosio Iqui-Balam koji nije imao djece. 
Boga Tohila imala su sva tri Quiché plemena, Quiché vlastiti, Tamub i Ilocab. Rabinal Indijanci, moguće su također bili iz roda Quiché plemena, ali su govorila nešto drugačijim jezikom, pa su ovoga istog boga nazivali malo drugačije, Huntoh. Autor u daljnjem tekstu Popol Vuha poistovjećuje Tohila i Quetzalcoatla.